# 中野弘幸
中野 弘幸（なかの ひろゆき、1988年12月9日 - ）は、日本の陸上競技選手。専門は短距離走。2012年ロンドンオリンピック日本代表。

## 人物・来歴
愛知県安城市出身。現在も同市内に在住している。
安城市内の小中学校 を経て名古屋高校を卒業後、愛知教育大学教育学部体育科に進学。同大学院教育学研究科保健体育専攻修士課程修了。現在、安城市内の中学校の教員。
高校時代のベスト記録は100m11秒03・200m21秒95。個人種目はインターハイ愛知県予選の200m準決勝進出、リレー種目は名古屋高校代表としてインターハイ4×100mリレー全国5位の成績を残している。
大学進学後に400mで成長する。2011年に大学院進学、6月の第95回日本陸上競技選手権大会400mは46秒31の記録で4位入賞の成績を残した。8月に中国・深圳で行われた第26回ユニバーシアード競技大会に出場し400mで準決勝3組4着、4×400mリレーは第1走者として日本の銀メダル獲得に貢献した。9月の第80回日本学生陸上競技対校選手権大会400mは46秒33の記録で大会初優勝を飾った。
2012年6月、大阪で開催された第96回日本陸上競技選手権大会に出場。男子400m決勝で第2位を記録した。この結果を受けて、ロンドンオリンピックの代表候補に選ばれていたが、7月に入り男子4×400mリレーに出場することが正式に決まった。中野にとってオリンピック出場は今回が初である。自宅近くの幸楽苑でアルバイトの経験があり、大学入学から五輪出場決定直前までの長期間働いていた。陸上の遠征費を稼ぐためであったが出発前の壮行会では幸楽苑の専務も激励に駆けつけ全国の店員らから寄せられた200万円を「応援奨励金」として中野に手渡している。8月9日に行われた予選では中野以外のメンバーに大塚製薬工場所属の金丸祐三、関西大学在学中の東佳弘、富士通所属の髙瀬慧がいた。この4人でレースに臨んだが、結果は3分03秒86という記録で予選敗退となり決勝進出はならなかった。レース後、出場した選手がそれぞれ結果を振り返っているが中野は、「前にいる選手を1人でも抜きたかったが、世界と自分との差を感じた。」と話している。教員になる事が目標で小学校教員免許を取得している。「この五輪に出場したら現役としての生活を一段落させたい。」と出場後は、競技生活の現役引退を考えていたが、競技は続けたいとの意思表明もしていた。2012年9月、第81回日本学生陸上競技対校選手権大会400mに出場し連覇を飾った。2013年4月からは安城市内の中　学校の教員をしながら競技を続けている。同年6月の第97回日本陸上競技選手権大会で3位入賞の成績を残し、7月に第14回世界陸上競技選手権大会男子4×400mリレー日本代表に選出された。趣味は、あやとり。
首を大きく左右に振る独特な走法である。